# آلوگلیپتین
آلوگلیپتین (انگلیسی: Alogliptin) یک داروی خوراکی ضد دیابت در کلاس مهارکننده های DPP-4 (گلیپتین) است. آلوگلیپتین خطر حمله قلبی و سکته را کاهش نمی دهد. مانند سایر اعضای کلاس گلیپتین، باعث افزایش وزن کم یا بدون افزایش وزن می شود، خطر نسبتاً کمی برای هیپوگلیسمی را نشان میدهد و فعالیت نسبتاً کمی برای کاهش گلوکز دارد. آلوگلیپتین و سایر گلیپتین ها معمولاً در ترکیب با متفورمین در افرادی که دیابت آنها به تنهایی با متفورمین به اندازه کافی قابل کنترل نیست استفاده میشود.

## مکانیسم عمل
آلوگلیپتین یک مهارکننده دی پپتیدیل پپتیداز-4 است که قند خون را مانند دیگری کاهش میدهد.

## عوارض جانبی
عوارض جانبی شامل هیپوگلیسمی خفیف بر اساس مطالعات بالینی است. آلوگلیپتین با افزایش وزن و افزایش خطر حوادث قلبی عروقی ارتباطی ندارد. همچنین ممکن است باعث درد مفاصل شود که می تواند شدید و ناتوان کننده باشد. در آوریل ۲۰۱۶ میلادی، سازمان غذا و داروی ایالات متحده (FDA) هشداری درباره افزایش خطر نارسایی قلبی اضافه کرد.